# Mboyi
Mboyi ou Mboie, est une localité du territoire de Kazumba dans le district du Kasaï en République démocratique du Congo. Elle est située dans le secteur de Mboyi.